# Ayoub Matta Usama Shafik Akhnoukh
Ayoub Matta Usama Shafik Akhnoukh (ur. 19 lutego 1971 w Asjucie) – egipski duchowny katolicki Kościoła katolickiego obrządku koptyjskiego. Biskup Ismailii od 2023.

## Życiorys

### Prezbiterat
27 czerwca 2002 otrzymał święcenia kapłańskie i został inkardynowany do eparchii Asjutu. Po kilkuletnim stażu duszpasterskim w kraju wyjechał do Australii i pełnił funkcję przełożonego wspólnot koptyjskich w Melbourne i w Sydney. Po powrocie do kraju objął stanowisko dyrektora kurialnego wydziału ds. rozwoju ludzkiego.

### Episkopat
Synod Kościoła koptyjskiego wybrał go biskupem eparchii ismailijskiej. Wybór ten został zatwierdzony przez papieża Franciszka 31 marca 2023. Sakry biskupiej udzielił mu 11 maja 2023 Ibrahim Isaac Sidrak – koptyjski katolicki patriarcha Aleksandrii.